# Katapult (hudební skupina)
Katapult je česká rocková skupina, která vznikla v roce 1975 v Plzni. Řadí se mezi nejúspěšnější české hudební skupiny, v prodejnosti desek obsazovala 2. místo za Olympic, dvakrát zvítězila v posluchačské anketě Zlatý slavík, roku 2007 byla uvedena do Beatové síně slávy.
Základním „kamenem“ skupiny je kytarista a zpěvák Oldřich Říha, po dobu delší třiceti let – až do své smrti – byl druhým stabilním členem baskytarista Jiří „Dědek“ Šindelář. I přes „nepřízeň“ osudu v podobě střídajících se bubeníků se do kapely několikrát vracel Anatoli Kohout; ten s dvojicí tvořil klasickou sestavu Katapultu. Skupina svou činnost přerušila na počátku 90. let, kdy Šindelář odcestoval do Spojených států, poté se však brzy vrátila na koncertní pódia. Po Šindelářově smrti zvažoval frontman kapely Říha ukončení kariéry, ovšem na naléhání několika fanoušků skupinu obnovil v novém složení: na pozici baskytaristy byl obsazen Andy Budka a na bubeníka Ondřej Timpl.
V době komunistického režimu v Československu se Katapult několik let potýkal s úředními zákazy. Např. kvůli zákazu vystupování v Praze se ceremoniál udílení Zlatých slavíků v roce 1979 přesunul do Bratislavy, kde si skupina přebrala ocenění skupina roku. Po vydání debutové studiové desky 2006 (v čele s hitem „Až“) vydalo Ministerstvo kultury ČSSR zákaz vydávání desek, tento zákaz trval až do roku 1986, kdy skupina vydala album Rock de Luxe. Mezi lety 1980 a 1986 se nahrávky šířily prostřednictvím neoficiálního fan klubu, nebo je skupina vydávala pod názvem „Oldřich Říha a Katapult“.
Skupinu proslavily hity jako „Půlnoční závodní dráha“, „Hlupák váhá“, „Stovky hotelů“, „Až“ nebo „Někdy příště“. Veškerou hudbu pro skupinu napsal kytarista Říha, sám napsal také některé texty. Většinu textů napsal neoficiální čtvrtý člen Katapultu Ladislav Vostárek, ovšem místo dvorního textaře se v průběhu let neustálilo, tudíž pro skupinu psali později také: Pavel Půta, Pavel Vrba, Jaroslav Machek, Michal Bukovič, Lou Fanánek Hagen, Zdeněk Edl, Michal Vukovič, Jiří Žáček, Aleš Hrbek. Inspirací pro texty byla také často tvorba anarchistického básníka Františka Gellnera.

## Historie

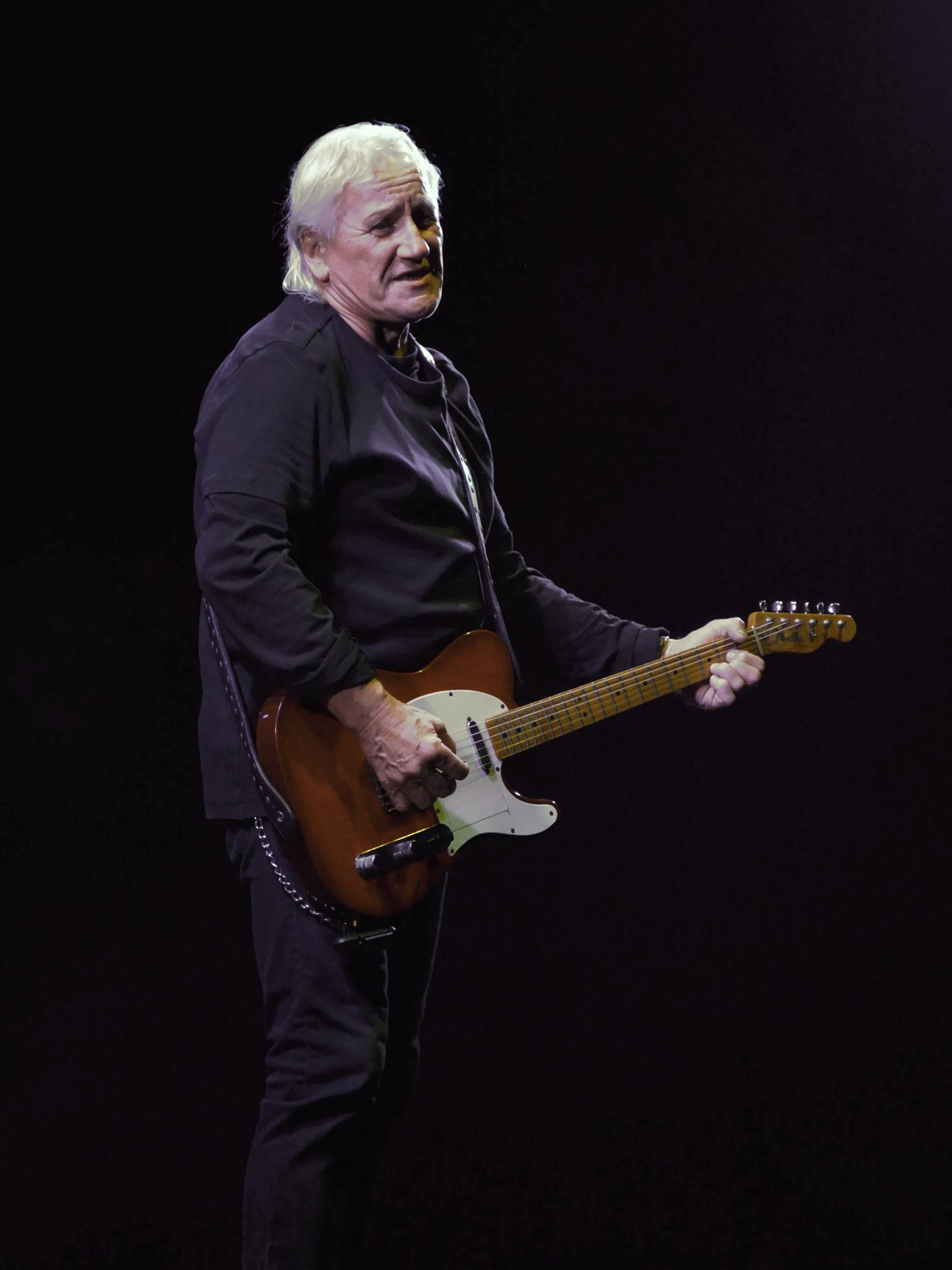
Oldřich Říha v roce 2015.

### 1975–1976
Na konci roku 1974 byl ze Skupiny F. R. Čecha vyhozen kytarista Oldřich Říha, který byl nahrazen již v Čechově záloze připraveným Stanislavem Kubešem. Říha ale ještě během svého působení v této skupině hrál s plzeňskou formací Mahagon, v níž působil také baskytarista Jiří „Dědek“ Šindelář a bubeník Vladimír Krampol. Mahagon působil v Plzni a Západočeském kraji, „orgány státní moci“ na něj zanedlouho vydaly definitivní zákaz působení v Západočeském kraji, tudíž se přesídlil do Prahy. V Praze skupina získala tzv. „přehrávky“ (oficiální povolení hraní) a byla zaregistrována u Okresního kulturního střediska Praha-západ.
Skupina se musela přejmenovat, protože v Praze existovala stejnojmenná jazz rocková skupina kapelníka Petra Klapky; problém byl vyřešen novým bubeníkem Anatoliem Kohoutem, jenž přinesl nový název Katapult. Kohout působil rovněž ve stejnojmenné skupině Katapult společně s Viktorem Sodomou nebo Vladimírem Kulhánkem; skupina vydala pouze jeden singl a zanedlouho se rozpadla, tudíž si její název pohotově Říhova skupina přebrala. Nikdo z rozpadlé skupiny proti přebrání názvu neprotestoval.
Repertoár skupiny byl tvořen Říhovými písněmi, napsanými v době jeho působení ve Skupině F. R. Čecha. Říha se při vystoupeních chtěl věnovat pouze hře na kytaru, proto Katapult vystupoval ve složení se zpěvačkou Ludmilou Podubeckou. Z tohoto období pochází raritní koncertní nahrávka pořízená v Klubu 1 na Strahově, která vyšla jako bonus kompilace Hit Album 3 (1990–2000) v roce 2000. Koncem roku skupinu opustil doprovodný bubeník Krampol a také zpěvačka Podubecká, skupina tak zůstala v klasické sestavě: Říha – Šindelář – Kohout.
Manažerem a textařem skupiny se stal Ladislav Vostárek; ten s vydavatelstvím Supraphon smluvil vydání prvního singlu skupiny. Počátkem roku 1976 tedy Katapult nahrál svůj první singl „Půlnoční závodní dráha“/„Lesní manekýn“ a v květnu toho roku  ho vydal. Singl bodoval mezi posluchači a působil jako jednoduchý „zábavový hard rock“.
Komunisté při nastávajícím vzestupu Katapultu zjistili, že se skupina přejmenovala, proto vydala na skupinu zákaz vystupování v Západočeském kraji i pod novým názvem. Mezitím se skupina usilovně snažila získat přehrávky a registraci u Pražského kulturního střediska, avšak bez úspěchu. Katapult i tak vyprodával pražské koncertní sály a hudební kluby.
V reakci na úspěšný prodej předchozího singlu skupina vydala v září 1976 další singl „Já nesnídám sám“/„Tichá pošta“; tato kombinace bigbítové balady a hard rockové skladby (zpívané Šindelářem) zaznamenala rekordní prodej přes 50 000 ks. Ke konci roku byl Říha (i když pod názvem Katapult) přizván k nahrávání svých singlů. Bubeník Kohout ze skupiny odešel, nahradil jej Jaroslav Kadlec, ovšem Kohout je Říhovi zavázán brzkým návratem.

### 1977–1978: „Stříbrná deska“
Kromě obyčejných vesnických  tancovaček se Katapult zúčastňoval také prestižních koncertů, např. koncertu Veledrom v Brně, kde vystoupil po boku skupin Olympic, Etc... a také maďarských a polských hostů Corvina a SBB, účast koncertu byla více než 10 000 diváků. Stoupající popularita přinesla na trh další singl „Vlaky v hlavě“/„Nalaď si život do C dur“ a „Hlupák váhá“/„Nebreč, kdyby za to stál“, čímž skupina dosáhla rekordu téměř 150 000 prodaných kusů z celkového prodeje. Velkým hitem se stala píseň „Hlupák váhá“, který se umístila v top dvacítce Supraphonu a skupina ji prezentovala také v televizi.
Katapultu se konečně podařilo získat profesionální registraci u Středočeského krajského kulturního střediska. V srpnu 1977 ze skupiny odešel bubeník Kadlec, tudíž se okamžitě vrátil „Tolja“ Kohout. Supraphon skupině nabídl vzhledem k jejímu velkému úspěchu v prodejnosti SP desek nahrát svoji první dlouhohrající desku; nedostatek volných termínů ve studiích skupina vyřešila pořízením koncertní nahrávky, která byla nahrána 30. září a 1. října 1977 na koncertech v Obvodním domě kultury v Praze. Kromě zákazu koncertování v Západočeském kraji byl skupině udělen také zákaz působení v okrese Tábor.
| „                     | My jsme začali hrát a ti lidé se chovali úplně svobodně – v tom těžkém, hnusném komunismu se ti lidé chovali svobodně. My jsme se chovali také svobodně, možná že to byla jenom naivita, bezstarostnost mládí. My jsme prostě kašlali na celý svět, my jsme chtěli hrát rock and roll a ti lidé nám to umožnili tím, jakou atmosféru tam udělali, a ta tam je nahraná (na té Stříbrné desce). | “ |
| — Oldřich Říha (2006) | |   |

25. listopadu 1977 Katapult vystoupil v pražské Lucerně, načež Ministerstvo školství ČSSR podalo stížnost na chování mladých návštěvníků koncertu. Nicméně skupina se koncem roku umístila na 4. příčce v anketě Zlatý slavík. V roce 1978 skupina zaznamenává úspěch s rekordně prodávaným debutovým singlem, který dosáhl čísla 120 000 ks. Během tohoto roku skupina vůbec poprvé koncertovala na Slovensku; její koncerty v Bratislavě a Košicích sledovalo publikum o velikosti více než 1000 posluchačů. Během čtyř let existence Katapult odehrál 230 koncertů. Supraphon na trh uvedl dlouho očekávanou debutovou desku, eponymní album Katapult dosáhlo 1. příčky v prodejnosti a prodej dosáhl rekordního čísla 150 000 ks. Katapult se poprvé propagoval do novin (článek „Jak Katapult rozdělil národ“ v časopisu Melodie) a opět se umístil v anketě Zlatý slavík, tentokrát obsadil 2. místo.
Skupina sklízela úspěchy, ovšem orgány státní moci skupině nepovolily nadále koncertovat v Praze, paradoxně se ale uvolnil zákaz vystupování v okresech Plzeň-sever a Tábor. Velmi kontroverzně se Katapult jevil na vystoupení Festivalu politické písně v Sokolově, kam si skupinu i přes Říhovy varovné reakce pozval Socialistický svaz mládeže. V prosinci 1978 vyšel pátý singl skupiny „Katapult“/„Blues“.

### 1979–1980:2006
V květnu 1979 skupina nahrávala v pražském studiu v Dejvicích své první studiové album. Na nahrávání desky se podíleli také hosté: Ota Petřina, Svatopluk Čech, Miroslav Jelínek, Tomáš Štern, Štěpán Žilka a Milan Tutsch. Mezitím skupinu po nahrávání opustil bubeník Kohout, kterého nahradil právě Milan Tutsch ze skupiny Citron. Skupina v tomto roce realizovala natáčení filmu Hon na kočku, kde skupina hrála roli zábavové kapely v tanečních sálech, zároveň k filmu vydala soundtrack v podobě singlu „Maturant“/„Jsou špatný dny“. Nabité koncertní turné nestíhal bubeník Tutsch, tudíž jej uprostřed slovenského turné zastoupil Kohout. Tutsch nesplnil předpoklady, proto je ze skupiny vyhozen, ovšem Kohout skupinu definitivně opustil a emigroval do Velké Británie. Ke konci roku 1979 do skupiny přichází nový bubeník Jiří „Mamut“ Stárek ze Skupiny F. R. Čecha. S novým bubeníkem skupina odehrála přes 200 koncertů, včetně zahraničních zájezdů do NDR, Polské lidové republiky, společného koncertního turné s východoněmeckou kapelou Combo Stern Meissen. Aby skupina měla nadále možnost koncertovat v zahraničí, byla agenturou Pragokoncert donucena hrát na Bratislavské Lyře a podruhé na Festivalu politické písně Sokolovo. Vůbec poprvé Katapult v Obecním domě v Praze převzal ocenění Zlatý slavík v kategorii skupina roku. Na podzim roku 1979 vyšel pilotní singl „Až“/„Svobodárna“, který byl na delší dobu zatím poslední.
| „                     | Já jsem tomu nevěřil, že můžeme být jak čtvrtí, tak patnáctí nebo pětačtyřicátí a skutečně nám naši fanoušci tak důvěřovali, že tedy nebyli líní napsat ty hlasy. Já si skoro doteď neustále myslím, že na místo jaksi moc nepatříme, ale oni vlastně rozhodli jinak a je to asi tak dobře. | “ |
| — Oldřich Říha (1979) | |   |

V roce 1980 byla vydána první studiová deska 2006, která vyšla také v exportní anglické verzi. V reakci na úspěšný prodej desky s číslem 250 000 ks prodaných nosičů skupina podepsala exluzivní smlouvu se Supraphonem, který Katapultu zajistil smlouvu o vydávání LP desek pro každý rok s tříletým intervalem. Tento slibný krok však brzy zhatil Miroslav Müller (vedoucí oddělení kultury ÚV KSČ), který Supraphonu zakázal vydávat jakékoli nahrávky od skupiny. Nicméně i tak Katapult bodoval s futuristickou písní „Až“, která se stala nejoblíbenější písní roku a vyhrála televizní Hitšarádu moderátorů Karla Šípa a Jaroslava Uhlíře. Skupina obhájila titul skupina roku v anketě Zlatý slavík, a právě kvůli ní se ceremoniál přesunul do Bratislavy, protože stále trval zákaz působení v Praze. Na turné skupina prezentovala koncertní program 2006, kdy se skupinou vystupoval také jako doprovodný kytarista Ota Petřina a hráč na akordeon Tomáš Štern. Posléze Petřinu nahradil kytarista Andy Seidl. Turné čítalo přes dvě stě koncertů.

### 1981–1982: Katapult Story
Skupinu opouští bubeník Stárek a na jeho místo usedá za bicí navrátivší se Jaroslav Kadlec. V březnu 1981 vyvrcholil vypjatý vztah mezi Říhou a Vostárkem: ten se vzdal manažerské funkce a skupinu opustil. Později objevil skupinu Turbo a stal se jejím manažerem a textařem. Katapult se ocitl v krizi, přestal se objevovat v médiích, zákazy koncertní činnosti v některých okresech neprodleně přetrvávaly (přibyl zákaz působení v Jihomoravském kraji a na východě Slovenska), tudíž se snížil počet koncertů. Proto skupina koncertovala spíše v Polsku s tamější skupinou Perfect. Jediným „impulsem“ skupiny byl fan club, který distribuoval nahrávky pořízené na koncertech. Skupina se snažila přimět Supraphon na základě smlouvy k natočení další řadové desky, ovšem její požadavek nebyl vyslyšen. Nové nahrávky skupina prvně prezentovala na koncertním programu Katapult Story v roce 1982, kdy fan club rozesílal nahrávky a propagační materiály skupiny právě fanouškům. I přes nepřízní kritiků a orgánů státní moci se skupina umístila na 2. místě v anketě Zlatý slavík, jehož ceremoniál se právě kvůli Katapultu přemístil do Bratislavy, protože v Praze nemohl vystupovat. Koncem roku skupina ve studiu nahrála čtyři nové písně, které ve spolupráci s obchodním ředitelem Supraphonu Karlem Arbesem měla vydat na singlech, ovšem plány včas zhatilo vedení ÚV KSČ. Supraphon odmítal skupině umožnit natočit třetí dlouhohrající desku, tudíž si skupina najmula právníka JUDr. Bubníka a ten Supraphon vyzval k respektování smlouvy podepsané v roce 1980. Katapult zvažoval na Supraphon uvalit žalobu a zaplatit odškodnění, nakonec však žaloba nebyla podána. Skupina se tak zaměřovala hlavně na koncerty a osobní kontakt s fanoušky.

### 1983–1984: Hrajeme dál!
Na počátku roku 1983 se Katapult snažil vrátit na koncertní pódia, kdy bylo zamluveno pět koncertů v královéhradeckém Klicperově divadle, načež byl koncerty pražskými úřady okamžitě zrušeny. Agentura Pragokoncert zároveň skupině nepovolila nadále koncertovat v zahraničí. Katapult i tak realizoval nový koncertní program s názvem Hrajeme dál!, na kterém skupina opět prezentoval nové písně. Skupina se vrátila do studia s cílem nahrát nové písně, které vyšly jako sólové nahrávky Oldy Říhy. Tímto způsobem Katapult vydával své nahrávky až do roku 1985. Na konci roku tedy Supraphon vydal singl „Diskomóda“/„Král pasáže“ jako sólovou nahrávku Oldy Říhy, na které se však podílel i zbytek skupiny Katapult. Píseň „Diskomóda“ se stala velkým hitem, umístila se také v top dvacítce nejprodávanějších singlů Supraphonu a podařilo se jí také prezentovat v ČST. O koncertní nahrávky a studiové novinky byl velký zájem, tudíž je fan club šířil stále mezi fanoušky. I v roce 1984 Katapult nahrává další singly „Zítra“/„Smutná nevěsta“ a „Zas někam pospíchám“ / „Láska na první dotek“, které opět vychází pod Říhovým jménem. Úspěch písně „Diskomóda“ evokoval komunistické vedení k jeho zákazu hraní v rozhlase. Ačkoli neustále platil zákaz jakéhokoli šíření zvěstí o Katapultu v médiích, podařilo se do listopadového čísla měsíčníku Gramorevue vydat rozhovor Ivana Kytky s Říhou, kde se Kytkovi svěřil o touze nahrávání dalšího LP; zároveň byla do prodeje uvedena kniha Jen jednou dostat šanci od spisovatele Pavla Frýborta. Frýbort sestavil autentické příhody z koncertů do scénáře připravovaného filmu, k jehož realizaci nikdy nedošlo, proto byl scénář upraven do literární podoby, kde byla skupina uváděna pod krycím názvem Paralax.

### 1985–1986:Rock de Luxe
V únoru 1985 byl vydán další singl „Nesmíš dát jenom dát na zdání“ / „Obyčejnej rokenrol“, ovšem stále pod jménem Oldřich Říha a Katapult. Stejně tak se skupina prezentovala i na stejnojmenném koncertním programu, který se skládal ze tří částí. První část zpíval pouze Říha písně ze svých sólových singlů, druhou část zpíval pouze Šindelář a třetí část představovala největší hity skupiny. S postupně uvolňujícími poměry v Československu se Katapult vrátil do nahrávacích studií natočit další singl „Motorka“ / „Signál „Odjezd““, který vydalo vydavatelství Panton jako první oficiální nahrávku skupiny od roku 1980. Skupina se také vrátila na pražská koncertní pódia, když 26. června odehrála koncert pro účastníky Spartakiády v Paláci kultury, tudíž byl dlouholetý zákaz vystupování v Praze definitivně zrušen. Katapult z nadšení díky uvolnění zákazů koncertování uspořádal několik velkých koncertů v Praze a Západočeském kraji. Díky vracející se popularitě se skupina vrátila do povědomí fanoušků a médií, dokonce se skupina objevila v televizi s písní „Rovnováha“. S velkým zájmem se ke skupině obracel Supraphon, který jí nabídl po několika letech nahrát dlouhohrající desku – první od desky 2006 z roku 1980.
V roce 1986 Supraphon do prodeje uvedl dlouho očekávanou LP desku Rock de Luxe s pilotním singlem „Někdy příště“, který se stal velkým hitem. Vedle uvedeného singlu vyšel také „Každý kluk“ / „Máš na boku chmýří“. Alba se prodalo asi 80 000 ks, z toho 20 000 ks exportem v Rusku. Koncertní repertoár byl rozšířen o písně z nové desky na stejnojmenném koncertním programu Rock de Luxe, který byl zároveň posledním společným projektem skupiny s bubeníkem Kadlecem, který na konci roku ze skupiny odešel; posléze v dubnu 1987 spáchal sebevraždu.

### 1987–1988:Pozor, rock!
Tragicky zesnulého Kadlece nahradil Pavel Lopata, který se skupinou odehrál několik koncertů pokračujícího turné Rock de Luxe. S ním skupina nahrála také singl „Inzerát“ / „Modrý z nebe“, který se uchytil také v rádiích. V březnu 1987 si Katapult zahrál vedle kapel Výběr, Futurum a Turbo v brněnské hale Rondo. Rychle stoupala také návštěvnost koncertů. Zanedlouho byl Lopata ze skupiny vyhozen a po dlouhém hledání jeho náhrady byl Ondřejem Hejmou doporučen bubeník ze skupiny Pumpa Milan Balcar. S novým bubeníkem Katapult vyrazil s novým koncertním programem v říjnu 1987 na turné, kdy se několik záznamů nahrávalo pro vznikající koncertní album.
Již v lednu 1988 skupina dokončila práci na nahrávání koncertní desky, která vyšla pod názvem Pozor, rock! Live 1988. Zároveň k desce vyšel pilotní singl „Třináctá komnata“/„Rock and Roller“. V dubnu se skupina zúčastnila hudebního festivalu Rockfest, kde se na tzv. „Metalovém matiné“ Katapult představil vedle předních československých heavymetalových skupin Arakain, Citron, Kern, Tublatanka, Titanic a Vitacit; publikum skupinu vřele i navzdory podivu ostatních přihlížejících skupin přijalo. 30. dubna 1988 proběhlo setkání Katapultu s fanoušky, kde si v pražském Domě Kovoprůmyslu na Smíchově skupina odehrála předpremiéru koncertního programu Pozor, rock!. Oficiální premiéra tohoto programu proběhla 31. května 1988 ve Střední hale PKOJF v Praze. Na konci roku skupina absolvovala společné turné po celé republice se slovenskou Tublatankou. Koncem roku skupina zahájila nahrávání další studiové desky.

### 1989–1990:…a co Rock 'n' Roll!!!,Taste of Freedom
V lednu a únoru 1989 skupina dokončila práci na studiové desce, na níž se podílel také klávesista Jiří Vodrážka, který skupině nahrál několik partů na syntezátor. Vůbec poprvé měla skupina natáčení desky ve vlastních rukou, tudíž své nahrávky mohla ve studiu nahrávat podle svých představ a hlavně nebyla omezována časovým limitem ze strany Supraphonu. Albu předcházel úspěšně prodávaný singl „Spolkneme hada“ / „V tomhle nejedu“, posléze tedy vyhází album …a co Rock 'n' Roll !!!. V květnu až září skupina absolvovala tři koncertní turné se skupinami Kern, Elán a irskou skupinou Winter's Reign. 16. listopadu 1989 (pouhý den před vypuknutím Sametové revoluce) Katapult prvně představil nový koncertní program …a co Rock 'n' Roll !!! v pražské Lucerně. S devítiletým zpožděním Supraphon předal skupině zlatou desku za úspěšný prodej alba 2006, který v roce 1980 dosáhl rekordního prodeje 250 000 ks.
Během turné s irskou skupinou Winter's Reign se zrodil nápad natočit album s jejím zpěvákem Robbiem Hurleyem. Hurley si pro desku s Katapultem vybral několik písní, které anglicky otextoval i nazpíval. Do angličtiny přetextoval např. písně „Někdy příště“ („Take It Easy“), „Lesní manekýn“ („Taste of Freedom“) nebo „Vojín XY“ („Woman“). Deska s rozpačitými událostmi v Supraphonu vyšla až v roce 1991. Ještě na jaře 1990 skupina koncertovala, ovšem zanedlouho ohlásila po patnácti letech přerušení činnosti, protože se členové skupiny se začali věnovat soukromému podnikání. Šindelář odcestoval do USA, Říha založil vydavatelskou firmu Pop & Rock a zároveň se začal věnovat producentské činnosti. Rovněž spolupracoval s herečkou a zpěvačkou Lenkou Kořínkovou, které produkoval singl „Máš na boku chmýří“ / „Bolest i slast“.

### 1991–1994:Hit Album1 a2
V roce 1991 skupina stále nevystupovala. Říhovo vydavatelství P & R na trh uvedlo vůbec první kompilační album skupiny Katapult Hit Album (SP 1976–1988). Říha ho sestavil ze třinácti singlů z let 1976–1988. Následujícího roku 1992 skupina provedla několik tzv. „cvičných show“; Říha je realizoval prostřednictvím telefonického hovoru, kdy přiměl Šindeláře vrátit se ze Spojených států a zahrát si zde „jen tak“. Návrat skupiny se datuje roku 1993, kdy skupina absolvovala několik koncertů v rámci „comebackového turné“ Hit Album Tour. Skupina se zúčastnila festivalu Vendryně, kde natočila koncertní záznam, který později vyšel jako videokazeta pod názvem Vendryně '93. Během roku vydavatelství Monitor-EMI vydalo coververze písní 13 fláků od Kaťáků, jež nahrálo několik hudebníků jako poctu skupině. Vydavatelství P & R uvedlo na trh další nosič v podobě reedice alb Katapult a 2006, které vyšly společně jako dvojalbum na CD a MC. 30. října 1993 skupina vystoupila v roli předkapely britské hardrockové skupiny Deep Purple v pražské Sportovní hale. Zájem o skupinu byl obrovský, proto na některých místech musela skupina koncertovat vícekrát. Říhovo vydavatelství P & R vydalo druhý kompilát Hit Album 2 (SP 1976–1989), ten byl sestaven ze zbývajících třinácti singlů z řady a čtyř Říhových sólových nahrávek. Na naléhání fanoušků se Katapult v roce 1994 zavřel do nahrávacího studia SONO, kde připravoval po šesti letech novou desku.

### 1995–1997:Chodníkový blues
V březnu 1995 skupina dokončila práci na studiovém albu Chodníkový blues, které vyšlo 22. května. Album bylo sestaveno z části nových a z části přepracovaných písní, jež v minulosti skupina nemohla natočit ve studiu kvůli šestiletému zákazu vydávání desek. K titulní písni „Chodníkový blues“ byl natočen videoklip, v němž si zahrál Šindelářův syn Michal Šindelář. Na koncertních pódiích skupina slavila 20 let existence ve velkém stylu: v květnu předskakovala glamrockové skupině Slade a v červnu skupině Sweet. Po těchto koncertech skupinu ze zdravotních důvodů opustil bubeník Milan Balcar, načež ho nahradil navrátivší se Anatoli Kohout, který před lety emigroval do Anglie. S ním skupina pilně zkoušela, protože s ním nevystupovala nejméně patnáct let. 18. srpna 1995 trio vystupovalo jako předkapela skupiny Status Quo na brněnském Veledromu, kdy se Kohout osvědčil a ve skupině se plně etabloval.
V roce 1996 vyšla Říhova autobiografická kniha Katapult Story, která byla zanedlouho vyprodána. Kromě knihy Říha vydává sólové instrumentální album No Vocal!, kde nahrál melodie mj. písní Jaroslava Uhlíře, Karla Kahovce nebo vlastní autorské skladby. Katapult od roku 1996 vystupoval s bubeníkem Kohoutem, Říha však brzy dostal nápad o souhře dvou bicích, a tak vedle Kohouta sedával teprve čtrnáctiletý Michal Šindelář za přídavným bicím. Šindelář jezdil na koncerty se svým otcem a sledoval hru bubeníka Milana Balcara, který jej učil. Roku 1997 skupina absolvovala kromě festivalů a koncertů, jako jediná česká rocková skupina koncert v countryovém klubu CI-5 v Praze.

### 1998–2000:Konec srandy, „Zlatá deska“
Kohout skupinu opustil, volné místo tedy připadlo Šindelářovi, který svou hru na bicí zvládal sám. Skupina absolvovala koncert v roli speciální hosta skupin Status Quo a Deep Purple, které společně vystoupili 16. listopadu 1998 v pražské Sportovní hale. Od února do května 1999 skupina natáčela nové studiové album, které bylo vydáno vydavatelstvím Monitor-EMI až v listopadu pod názvem Konec srandy. Premiéru koncertního programu byla provedena v pražském Lucerna Music Baru, kde proběhl také křest desky.
Roku 2000 skupina oslavila 25 let existence mimořádným koncertním turné, na kterém skupina některé koncerty nahrávala pro další koncertní desku. Desce předcházel promo singl „S tebou nebo z tebe“ / „Medley (25 let live)“; ten vyšel na CD pouze pro novináře. Výsledkem nahrávání koncertních záznamů byla Zlatá deska – 25 let live, jejíž zlatý obal evokoval jako připomínka na debutové Stříbrné album.

### 2001–2002:Hit Album 3
I v roce 2001 skupina navzdory Šindelářovým maturitním zkouškám koncertovala po celé České republice. Následujícího roku skupina vydala třetí kompilaci Hit Album 3 (1990–2000), které obsahovalo kromě písní z posledních tří desek také raritní koncertní nahrávku z roku 1975, pořízenou v pražském Klubu 1 na Strahově. Nahrávka pochází z raného období Katapultu, kdy se skupinou zpívala zpěvačka Ludmila Podubecká. K písni „Jen jednou dostat šanci“ skupina společně s hercem Petrem Čtvrtníčkem natočila nezávislý videoklip k příležitosti křtu vydané kompilační desky. 27. května 2002 skupina obdržela několik cen, v podobě tří zlatých desek za Hit Album 1, Hit Album 2 a dvojalbum Katapult/2006 a jedné platinové desky za Hit Album 1.

### 2003–2004
S tříletým předstihem se skupina již v roce 2003 připravovala na rok 2006. 20. září 2003 skupina vedle dalších kapel předskakovala skupině Elán na jejím Megakoncertu na Letenské pláni, kam dorazilo podle odhadů 70 000 diváků. Roku 2004 se do skupiny (již naposledy) vrátil bubeník Kohout, protože Šindelář se vydal na sólovou dráhu slibně započatou písní „Hořely, padaly hvězdy“. Katapult se v původní sestavě zavřel do studia pro přípravy nové desky. Kromě trávení času ve studiu Katapult koncertoval s programem Long Live 1975–2006, ovšem v polovině září odehrál koncerty sám Říha, protože Šindelář onemocněl. Jeden z takových koncertů se uskutečnil v Jindřichově Hradci, kde byl také natočen koncertní záznam. Koncem roku skupina začala ve studiu připravovat další studiovou desku. Během roku 2004 zemřel po těžké nemoci bývalý bubeník skupiny Milan Balcar.

### 2005–2007:Long Live
Během února a března 2005 skupina dokončila práci na albu Všechno nebo nic, včetně české (i anglické) coververze písně „All or Nothing“ od skupiny The Small Faces a přepracované písně „Až“, na jejíž gratulační verzi vokálně přispěli: Jožo Ráž (Elán), Miroslav Žbirka, Josef Vojtek (Kabát), Vladimír Šafránek (Harlej, Walda Gang), Peter „Kuko“ Hrivňák (Horkýže Slíže), Lou Fanánek Hágen (Tři sestry) a Martin „Maťo“ Ďurinda (Tublatanka). V březnu skupina odstartovala výroční turné k třiceti letům existence dvěma vyprodanými koncerty v pražském klubu Futurum, kde skupina začínala. Výroční turné čítalo téměř padesát koncertů po České i Slovenské republice a zahrnovalo nejrůznější vystoupení v klubech, sportovních halách na zimních stadionech i letních amfiteátrech, případně letních kinech. Výroční koncert 21. září 2005 na Měšťanské besedě v Plzni byl natáčen ve spolupráci EMI s Českou televizí. Koncertní záznam byl vydán na DVD pod názvem Long Live a kromě koncertu obsahoval videoklipy z archivu a dokumentární film. ČT poté odvysílala zkrácenou verzi tohoto záznamu.
V roce 2006 skupina oslavila odkaz písně „Až“, která byla napsána v roce 1980 jako humorná představa budoucnosti. Vydané DVD Long Live bylo v tomto roce oceněno zlatou deskou. Později k záznamu vyšel také soundtrack jako výběr z DVD. V březnu byla skupina přizvána do pořadu ČT Noc s Andělem, kde skupina odehrála čtyři písně, Říha pak odpovídal na dotazy diváků prostřednictvím e-mailů až do brzkých ranních hodin. Během roku skupina odehrála celkem 75 vystoupení, včetně koncertu pro děti na Pražském hradě, kam skupinu pozval a sám také uvedl prezident Václav Klaus. Ke konci roku Supraphon vydal dvojdiskovou kompilaci Grand Greatest Hits, která obsahovala retrospektivní výběr 37 hitů z let 1976–2005.
26. února 2007 Katapult obdržel od Supraphonu zlatou desku za úspěšný prodej kompilačního alba Grand Greatest Hits, kterého se prodalo více než 10 000 ks. 14. června byla skupina uvedena do Beatové síň slávy rádiem Beat; toto ocenění skupina převzala na koncertu na Střeleckém ostrově v Praze, kde ceremoniál proběhl. Na svých koncertech skupina přestala hrát píseň „Až“, která pojednává o roku 2006, tudíž její text nebyl aktuální, ale sami fanoušci si ji na koncertech žádali, proto ji skupina zanedlouho vrátila do koncertního repertoáru. Po nespočetném množství odehraných koncertů zemřel 9. října 2007 na rakovinu prostaty bubeník Kohout. Po jeho smrti mu dvojice Říha a Šindelář vzdala hold několika akustickými vystoupeními; jedno takové se uskutečnilo v pražském klubu Futurum, kde dvojice vystoupení zaznamenala na CD. Na sklonku roku se výrazně zhoršil Šindelářův zdravotní stav, tudíž mu lékaři nadále neumožnili vystupovat, proto skupina ohlásila „rozlučkové turné“ pro následující rok 2008.

### 2008: Good Bye!
Již koncem roku 2007 do skupiny přišel nový bubeník Karel „Káša“ Jahn, který byl angažován pro nadcházející „rozlučkové“ koncertní turné. Skupina jej označila za poslední, protože Šindelářův zdravotní stav mu již neumožňoval nadále koncertovat, načež skupina vydala oficiální prohlášení na svých webových stránkách: „Jiří „Dědek“ Šindelář už dlouhou dobu trpí nemocí CHOPN (chronické onemocnění plicní nedostatečnosti), a tak již nemůže absolvovat našich tradičních 80 koncertů ročně. Proto jsme se rozhodli, že v roce 2008 pojedeme „Poslední turné 2008. Na rozloučenou!“ Katapult se tak, pokud to ještě jde, chce důstojně rozloučit se svými fanoušky za jejich přízeň během jeho více než 33leté kariéry.“

### 2009–2021
5. ledna – dva dny po svých šedesátinách – Jiří „Dědek“ Šindelář dlouhé nemoci podléhá. 27. února náhle umírá bubeník Karel „Káša“ Jahn. Říha s kapelou, kterou emotivně nazval „...s pomocí přátel...“ odehraje celkem deset vzpmínkových koncertů na  svoje parťáky. EMI Czech s.r.o. vydává 6cédéčko s názvem MEMORIAL – „posledních 15 let“. V sobotu, 21. března 2009 v přímém přenosu na ČT 1 při udílení výročních hudebních cen převzal Olda pro Katapult Zlatého anděla v kategorii Síň slávy. Cenu uděluje Akademie populární hudby za celoživotní přínos v populární hudbě. Oldův krátký proslov před i po převzetí ceny provázely ovace přítomných diváků. Olda v něm mimo jiné poděkoval armádě fanoušků Katapultu za jejich podporu v  dobách dobrých i zlých a také za to, že jsou hrdí na to, že milují Katapult. Deník MFDnes zařadil Oldu Říhu do své každoroční ankety „Čech roku“. Na jaře vzdávají fanouškové Dědkovi hold a v hlasování posluchačů Radia Beat a 16. června je Dědek in memoriam uveden do Síně slávy jako osobnost roku 2008. Olda dostává neskutečné množství e-mailů ve smyslu „Nevzdávej to, Katapult musí žít dál!“ Jsou natolik inspirativní, že vedly k obnovení Katapultu. V létě proběhl konkurs, kde byl nalezen bubeník Ondřej Timpl. Baskytarista Andy Budka byl již objeven a potvrzen z jarní šňůry vzpomínkových koncertů. Oba hudebníci cítí a hrají písničky Katapultu natolik dobře, že je ihned realizováno podzimní turné pod názven „Ochutnávka“. Zároveň je připravované novinkové album pro rok 2010. V průběhu celého roku natáčí firma Cireal a režisér Jan Gogola ml. dokumentární film o všech těchto „válečných“ operacích Oldy, které vedou ke znovuzrození Katapultu. 
Natáčení filmu pokračuje. Katapult také natáčí, a to nové album ve studiu SONO. Nové CD je uvedeno na trh v dubnu pod názvem „Radosti života“. Písničky jako „Casablanka“, „Metrosexuál“ nebo „Láska na první pohled“ se stávají okmžitě hity. Kontinuita s minulostí je navázána. Před tím ještě v březnu je Katapult hudebním hostem a Olda diskusním partnerem Jana Krause v TV pořadu „Uvolněte se, prosím“, kde zahrají živě písničku „Láska na první pohled“. Ihned potom se rozjíždí celoroční Tour Radosti života a 1. května ve vyprodaném kostele v Brusnici (1300 lidí) slaví Katapult návrat na rockovou scénu a natáčení filmového dokumentu má v této chvíli už svůj název (ROCK ŽIVOTA) a svůj vrchol. Zbytek roku stráví Katapult na cestách a koncertech. 
Turné Radosti života má úspěch, a tak je program realizován i v tomto roce. V dubnu a v květnu se natáčí CD singl „Made in rock ´n´roll / ...oči...“ a obě písničky jsou vloženy do aktuálního programu. K naprostému úžasu Katapultu slaví vřelé přijetí a úspěch. Nové písničky „srovnávají krok“ s těmi legendárními. Nic lepšího pro muzikanty neexistuje. Nový hit „Made in rock ´n´roll“ zahraje 13. září Katapult živě v přímém přenosu v televizi na ČT 1 v pořadu Pokondr Live a doslova pozitivně vyděsí diváky i hosty. Práce a tlak pokračují – okamžitě se začínají nahrávat vybrané koncerty jako materiál na zamýšlené živé album pro rok 2012 – MADE IN ROCK ´N´ROLL. Koncem října na Festivalu dokumentárních filmů v Jihlavě má premiéru dlouho očekávaný celovečerní dokument ROCK ŽIVOTA. Film je distribuován do sítě kin, které hrají dokumentární filmy i s dalšími úspěšnými počiny v "balíčku" Česká radost". Následuje pražská premiéra v kině Lucerna a středočeská v kině Stochov. Všech tří akcí se zúčastní i celá kapela jako hosté a každou projekci na konci diváci ocení potleskem vestoje. ROCK ŽIVOTA ihned vycházi před Vánoci na DVD v limitované edici, která je okamžitě vyprodána. Jsou zahájeny přípravy na natáčení koncertního  DVD v roce 2012. 
Koncertní rok 2012 zahájil Katapult nekompromisně. Ihned po tradiční premiéře nového program Made in rock´n´roll odehrál koncert na Nové scéně Národního divadla, který byl zaznamenáván na plánované koncertní 4DVD. Na jaře vychází, jak je u Katapultu zvykem, další řadové živé album Made in rock´n´roll - Live Futurum Praha. Velkohit „…oči…“, který zpívá bubeník Ondřej Timpl, slaví stále větší a větší úspěch. Další dva záznamy pro DVD jsou realizovány v Café u tety Hany (Žďár nad Sázavou) a v Zámeckém parku v Třeboni. Tento open air koncert vešel okamžitě do historie Katapultu a byl nazván Apokalypsou. V den koncertu (28. července) přešly přes Českou republiku ničivé přívalové deště. Záplavy, evakuace a výpadky elektřiny zejména na jihu Čech včetně Třeboně byly fatální. K úžasu všech Katapult do parku na koncert přišli všichni, kteří si koupili vstupenku v předprodejích. Koncert se uskutečnil a byl i úspěšně zaznamenán na videokamery. Ke konci roku zve Olda na jeviště uprostřed koncertů technika Katapultu Martina Johnnyho Jirouška, který jako host zahraje a zazpívá hity „Dead Flowers“ a „Mr.Tambourine Man“. „Šance u dobré kapely“ tak byla naplněna. Vybrané koncerty jsou realizovány zároveň s projekcí filmu „Rock života“ a setkáním s fanoušky. Vydání plánovaného koncertního 4DVD bylo odloženo na rok 2013.  Rok 2013 se nesl ve znamení 50. sezóny na rockových jevištích Oldy Říhy. Jubilejní, superreprezentační program Tour 2013 měl jako obvykle premiéru ve Stochově, v oblíbeném kulturním domě Katapultu. Více než dvouhodinový koncert s názvem „Olda Říha, 50 let hraju rock!“ byl navíc završen dalším hodinovým show při After party na malém jevišti ve foyer kulturního domu. Následovala celoroční šňůra výročních – jubilejních koncertů, z nichž v Letním kině v Lysé nad Labem byl odehrán přímo v den Oldových 65. narozenin (18. 5. 2013). Zajímavé a zaokrouhlené číslovky 50 a 65 v Oldově životě inspirovaly firmu EMI k vydání 2CD Best of Katapult, (65 let – 50 let na jevišti). Katapult také učinil neuvěřitelnou výjimku a poprvé byla použita k reklamě pouze Oldova tvář a live fotka, stejně jako to dělali AC/DC, kde byl tváří kapely Angus Young. Olda byl také často zván do televize k různým rozhovorům a do programů, z nichž byly dva stěžejní – v lednu ČT 24 Profil – 20 minut, Patricie Strouhalová a v únoru ČT 1 – „13. komnata Oldřicha Říhy“, režisér Pavel Křemen, 25 minut. Přeplněné sály, open air koncerty a ohlasy fanoušků během roku dávaly dávaly tušit, že energie a totální nasazení při jejich live show posílá Katapult úplně do jiné dimenze, než je v ČR zvykem. V listopadu vychází konečně dlouho očekávané koncertní DVD. Vzhledem k neuvěřitelně vysokým nákladům na záznam a výrobu na bylo plánované 4DVD změněno v 2DVD, ale záznam a sestřih ze čtyř koncertů byl ponechán. Koncertní DVD se tváří spíše jako hudební film, který mu vtiskl režisér Jan Gogola ml. (také „Rock života“) a obsahuje mimo hudební složku také rozhovory s fanoušky a záběry ze zákulisí Katapultu, které evokovaly vznik názvu tohoto projektu: „KATAPULT tisíce a jedné noci“. Poetický název filmu ale předestírá v podstatě životní filosofii Katapultu – žijeme v pohádce! Se stejnojmenným názvem svého koncertního 2DVD nastartoval Katapult v roce 2014 svoje další, celoroční turné. Katapult si proto připravil další výjimečný, skoro tříhodinový koncert, aby ověřil nejen svoje schopnosti, ale také výdrž svých fanoušků.

### 2022–současnost:Nostalgia
14. dubna 2023 vyšlo desáté studiové album skupiny, Nostalgia. Říha se k albu vyjádřil takto:
„'Nostalgia' vychází po měsících pandemické nejistoty a opakovaném přesouvání koncertů, ale Katapult je tu v plné síle, s excelentními rockery a s novou muzikantskou energií.“ — Oldřich Říha pro musicserver.cz  
V rámci podpory alba se skupina rovněž vydala na koncertní turné.

## Diskografie
- 2006 (1980)
- Rock de Luxe (1986)
- …a co Rock 'n' Roll !!! (1989)
- Taste of Freedom (1991)
- Chodníkový blues (1995)
- Konec srandy (1999)
- Všechno nebo nic (2005)
- Radosti života (2010)
- Kladivo na život (2016)
- Nostalgia (2023)